# Lista över ledamöter av Sveriges ståndsriksdag 1697
Ledamöter av Sveriges ståndsriksdag 1697.

## Borgarståndet
| Riksdagsledamot         | Yrke                                     | Valkrets           | Anmärkningar                                                                                 |
| ----------------------- | ---------------------------------------- | ------------------ | -------------------------------------------------------------------------------------------- |
| Gustaf Holmström        | Justitieborgmästare                      | Stockholms stad    |                                                                                              |
| Christoffer Brunell     | Stadssekreterare                         | Stockholms stad    |                                                                                              |
| Mårten Nyman            | Rådman                                   | Stockholms stad    |                                                                                              |
| Nils Hansson Törne      | Rådman                                   | Stockholms stad    |                                                                                              |
| Carl Brander            | Handelsman                               | Stockholms stad    |                                                                                              |
| Hans Berg               | Ålderman                                 | Stockholms stad    |                                                                                              |
| Thomas Lohrman          | Justitieborgmästare                      | Uppsala stad       |                                                                                              |
| Johan Gerdes            | Stadssekreterare                         | Uppsala stad       |                                                                                              |
| Peter Danckwardt        | Borgmästare                              | Norrköpings stad   | Rådmannen Gustaf Danqwardt deltog som hjälpreda, på grund av Danckwardts ålder.              |
| Carl Johanson           | Handelsman                               | Norrköpings stad   |                                                                                              |
| Anders Spalding         | Borgmästare                              | Göteborgs stad     |                                                                                              |
| Johan Manorgen          | Handelsman                               | Göteborgs stad     |                                                                                              |
| Bengt Sätt              | Borgmästare                              | Malmö stad         |                                                                                              |
| Jacob Thomson Jyde      | Handelsman                               | Malmö stad         |                                                                                              |
| Christian Lesle         | Borgmästare                              | Landskrona stad    |                                                                                              |
| Gerhard Nilson          | Stadssekreterare                         | Kalmar stad        |                                                                                              |
| Anders Prytz            | Borgmästare                              | Åbo stad           |                                                                                              |
| Petter Fremling         | Borgmästare                              | Viborgs stad       |                                                                                              |
| Petter Timmerman        | Rådman                                   | Viborgs stad       |                                                                                              |
| Blasius König           | Borgmästare                              | Karlskrona stad    | Representerade även Sölvesborgs stad.                                                        |
| Johan Wilhelm Stam      | Borgmästare                              | Nyköpings stad     |                                                                                              |
| Samuel Figrell          | Borgmästare                              | Västerviks stad    |                                                                                              |
| Petrus Sallin           | Borgmästare                              | Gävle stad         |                                                                                              |
| Johan Collvin           | Borgmästare                              | Visby stad         |                                                                                              |
| Gabriel Hansson         | Kämnär                                   | Visby stad         |                                                                                              |
| Johan Hollenius         | Borgmästare                              | Falu stad          |                                                                                              |
| Erick Dahlman           | Rådman                                   | Falu stad          |                                                                                              |
| Anders Dubb             | Borgmästare                              | Halmstads stad     |                                                                                              |
| Lars Schwan             | Borgmästare                              | Kristianstads stad |                                                                                              |
| Antonii Perment         | Borgmästare                              | Helsingborgs stad  | Representerade även Ängelholms stad.                                                         |
| Christian Westhuusen    | Handelsman                               | Karlshamns stad    |                                                                                              |
| Oluf Carlson            | Borgmästare                              | Ystads stad        |                                                                                              |
| Petter Call             | Borgmästare                              | Marstrands stad    |                                                                                              |
| Olof Pehrson            | Handelsman                               | Marstrands stad    |                                                                                              |
| Hans Bruun              | Rådman                                   | Varbergs stad      |                                                                                              |
| Torsten Burgman         | Rådman                                   | Helsingfors        |                                                                                              |
| Johan Remmer            | Borgmästare                              | Västerås stad      |                                                                                              |
| Hindrik Arosell         | Rådman                                   | Västerås stad      |                                                                                              |
| Johan Petre             | Borgmästare                              | Arboga stad        |                                                                                              |
| Daniel Wintrost         | Rådman                                   | Arboga stad        |                                                                                              |
| Lans Månsson Pihlträd   | Borgmästare                              | Örebro stad        |                                                                                              |
| Bengt Rosswall          | Stadssekreterare och hovrättskommissarie | Jönköpings stad    |                                                                                              |
| Johan Nordman           | Borgmästare                              | Linköpings stad    |                                                                                              |
| Carl Hising             | Borgmästare                              | Köpings stad       |                                                                                              |
| Jonas Thunberg          | Borgmästare och häradshövding            | Strängnäs stad     |                                                                                              |
| Lars Laurentinus        | Borgmästare                              | Skara stad         |                                                                                              |
| Petter Bruzell          | Borgmästare                              | Växjö stad         |                                                                                              |
| Per Tollsten            | Borgmästare                              | Lunds stad         |                                                                                              |
| Swen Swan               | Borgmästare                              | Söderköpings stad  |                                                                                              |
| Olof Ström              | Borgmästare                              | Hudiksvalls stad   |                                                                                              |
| Swen Ingmarsson         | Kommissarie                              | Mariestads stad    |                                                                                              |
| Daniel Carlberg         | Borgmästare                              | Karlstads stad     |                                                                                              |
| Magnus Sundström        | Borgmästare                              | Härnösands stad    |                                                                                              |
| Gabriel Gråå            | Borgmästare                              | Uleåborg           |                                                                                              |
| Olof Swenson Norman     | Rådman                                   | Torshälla stad     |                                                                                              |
| Anders Månson Norman    | Rådman                                   | Eskilstuna stad    |                                                                                              |
| Nils Jacobson           | Borgmästare                              | Borås stad         |                                                                                              |
| Lars Pehrson            | Rådman                                   | Borås stad         |                                                                                              |
| Magnus Printz           | Borgmästare                              | Vänersborgs stad   |                                                                                              |
| Petter Ekman            | Handelsman                               | Vänersborgs stad   |                                                                                              |
| Simon Swede             | Borgmästare                              | Enköpings stad     |                                                                                              |
| Thomas Funck            | Borgmästare                              | Sala stad          |                                                                                              |
| Stephan Nordin          | Borgmästare                              | Sigtuna stad       |                                                                                              |
| Jöns Wetterman          | Borgmästare                              | Vadstena stad      |                                                                                              |
| Jonas Wahlberg          | Borgmästare                              | Skänninge stad     |                                                                                              |
| Johan Ekenbohm          | Borgmästare                              | Vasa stad          |                                                                                              |
| Isack Slyter            | Rådman                                   | Lidköpings stad    |                                                                                              |
| Anders Höök             | Borgmästare                              | Öregrunds stad     |                                                                                              |
| Erick Pehrson Edman     | Borgmästare                              | Södertälje stad    |                                                                                              |
| Johan Hellebohm         | Rådman                                   | Södertälje stad    |                                                                                              |
| Lars Wellt              | Borgmästare                              | Norrtälje stad     |                                                                                              |
| Anders Barkius          | Borgmästare                              | Hedemora stad      |                                                                                              |
| Anders Samuelson        | Rådman                                   | Hedemora stad      |                                                                                              |
| Lars Krög               | Borgmästare                              | Lindesbergs stad   |                                                                                              |
| Hans Wätterström        | Borgmästare                              | Nora stad          |                                                                                              |
| Carl Ekelund            | Borgmästare                              | Eksjö stad         |                                                                                              |
| Anders Larson           | Borgmästare                              | Uddevalla stad     |                                                                                              |
| Lars Silentz            | Rådman                                   | Uddevalla stad     |                                                                                              |
| Olof Reef               | Borgmästare                              | Askersunds stad    |                                                                                              |
| Erich Lutman            | Borgmästare                              | Bogesunds stad     |                                                                                              |
| Anders Wetterman        | Borgare                                  | Hjo stad           |                                                                                              |
| Erich Haal              | Borgmästare                              | Skövde stad        |                                                                                              |
| Adrian Gottleben        | Rådman                                   | Björneborgs stad   |                                                                                              |
| Hindrich Bertilson Bong | Borgare                                  | Raumo              |                                                                                              |
| Jacob Ruth              | Borgmästare                              | Torneå             | Borgmästare i Luleå och representerade även Luleå stad.                                      |
| Olof Wallengreen        | Borgmästare                              | Kristinehamns stad |                                                                                              |
| Pehr Olofson Hammal     | Rådman                                   | Sundsvalls stad    |                                                                                              |
| Mattheus Agerman        | Vice borgmästare                         | Söderhamns stad    |                                                                                              |
| Jacob Wijkman           | Borgmästare                              | Borgå              |                                                                                              |
| Jacob Bockmöller        | Borgmästare                              | Nykarleby          |                                                                                              |
| Carls Forsman           | Borgmästare                              | Gamlakarleby       |                                                                                              |
| Anders Gerdtson         | Borgmästare                              | Umeå stad          |                                                                                              |
| Abraham Touchier        | Rådman                                   | Piteå stad         |                                                                                              |
| Jacob Ruth              | Borgmästare                              | Luleå stad         | Representerade även Torneå stad.                                                             |
| Jost Hindrichson        | Borgare                                  | Mariefreds stad    |                                                                                              |
| Joseph Faberman         | Borgmästare                              | Nystad             |                                                                                              |
| Hieronymus Devitz       | Skeppare                                 | Ekenäs             |                                                                                              |
| Sven Ingemarson         | Kommissarie                              | Falköpings stad    |                                                                                              |
| Ullrich Paulin          | Borgmästare                              | Alingsås stad      |                                                                                              |
| Nils Colin              | Borgmästare                              | Vimmerby stad      |                                                                                              |
| Tollerus Ahlqvist       | Borgmästare                              | Kungshälla stad    |                                                                                              |
| Blasius König           | Borgmästare                              | Sölvesborgs stad   | Borgmästare i Karlskrona och representerade även Karlskrona stad.                            |
| Erich Stiernman         | Häradshövding och justitiekämnär         | Laholms stad       | Representerade även Kungsbacka stad och Falkenbergs stad.                                    |
| Antonie Perment         | Borgmästare                              | Ängelholms stad    | Borgmästare i Helsingborg och representerade även Helsingborgs stad.                         |
| Hans Scharf             | Borgmästare                              | Trosa stad         |                                                                                              |
| -                       | -                                        | Östhammar          | Skickade ingen representant.                                                                 |
| Magnus Eneroth          | Borgmästare                              | Åmåls stad         |                                                                                              |
| Johan Schult            | Borgmästare                              | Säters stad        |                                                                                              |
| Claes Sundberg          | Rådman                                   | Kristianstads stad |                                                                                              |
| Johan Werner            | Rådman                                   | Gränna stad        |                                                                                              |
| Daniel Svenson          | Borgmästare                              | Nådendal           |                                                                                              |
| Nicolaus Psilander      | Borgmästare                              | Skanör             | Borgmästare i Simrishamn och representerade även Simrishamns stad.                           |
| Nicolaus Wendelius      | Borgmästare                              | Jakobstad          |                                                                                              |
| -                       | -                                        | Veckelax           | Skickade ingen representant. Undertecknades av borgmästare Baltazar Walentinsson i Veckelax. |
| Erich Stiernman         | Häradshövding och justitiekämnär         | Falkenbergs stad   | Representerade även Kungsbacka stad och Laholms stad.                                        |
| Erich Stiernman         | Häradshövding och justitiekämnär         | Kungsbacka stad    | Representerade även Falkenbergs stad och Laholms stad.                                       |
| Nicolaus Psilander      | Borgmästare                              | Simrishamns stad   | Representerade även Skanörs stad.                                                            |
| Gustaf Ericson          | Rusthållare                              | Tavastehus         |                                                                                              |
| Hindrick Cort           | Borgmästare                              | Brahestad          |                                                                                              |
| Joen Engelbrechtson     | Rådman                                   | Strömstads stad    |                                                                                              |